# وانا سالوس
وانا سالوس (به لاتین: Vana-Saaluse) یک روستا در استونی است که در وستسلیینا پاریش واقع شده‌است.